# Campofranco
Campofranco is een gemeente in de Italiaanse provincie Caltanissetta (regio Sicilië) en telt 3491 inwoners (31-12-2004). De oppervlakte bedraagt 36,0 km², de bevolkingsdichtheid is 97 inwoners per km².

## Demografie
Campofranco telt ongeveer 1383 huishoudens. Het aantal inwoners daalde in de periode 1991-2001 met 12,5% volgens cijfers uit de tienjaarlijkse volkstellingen van ISTAT.
| Jaar | Inwoneraantal |
| ---- | ------------- |
| 1991 | 4150          |
| 2001 | 3632          |

## Geografie
De gemeente ligt op ongeveer 350 meter boven zeeniveau.
Campofranco grenst aan de volgende gemeenten: Aragona (AG), Casteltermini (AG), Grotte (AG), Milena, Sutera.

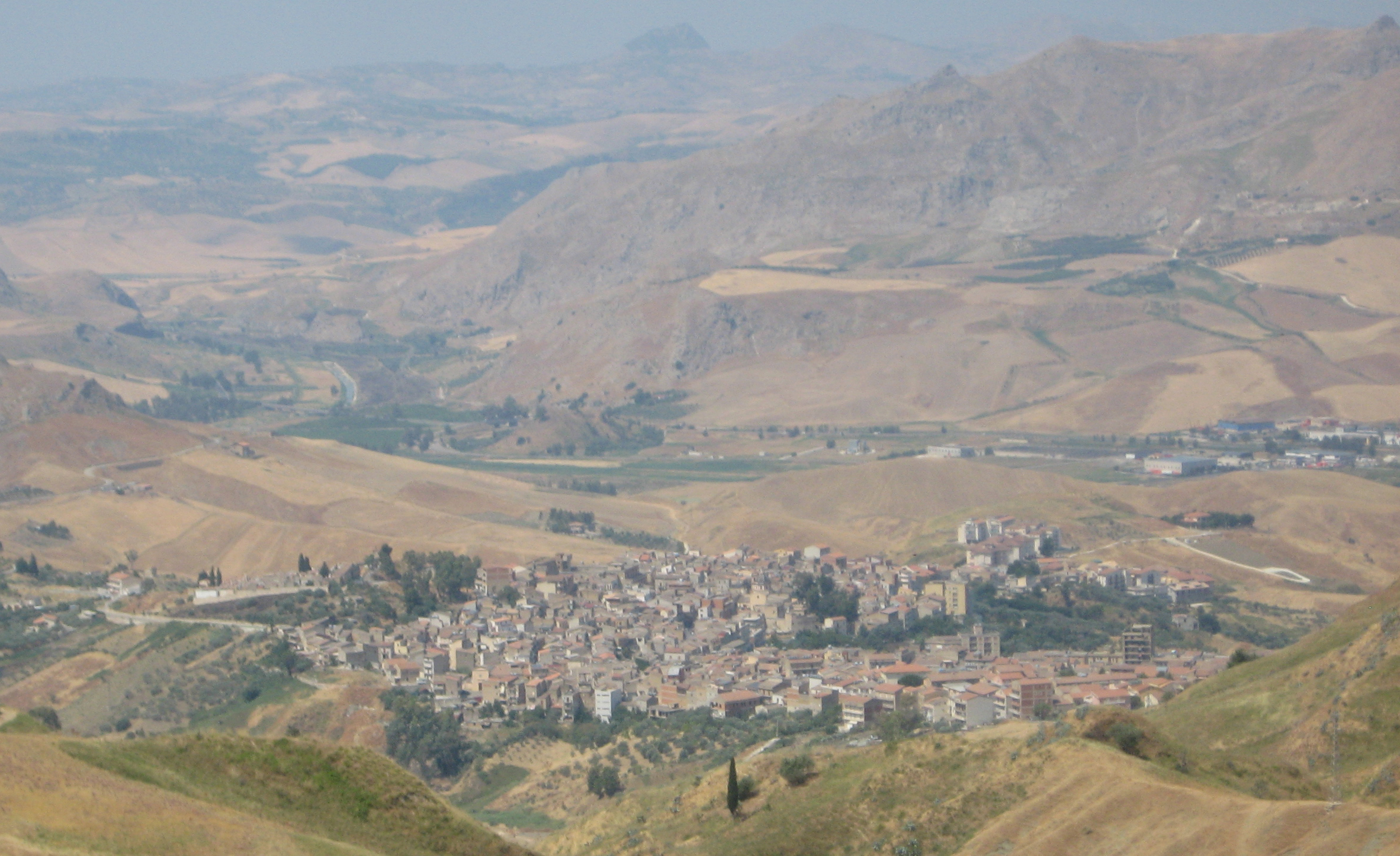
Campofranco